# Кшиштоф Войцеховський
Кшиштоф Войцеховський (пол. Krzysztof Wojciechowski, народився 18 вересня 1956 року у Варшаві) — польський громадський діяч, філософ і соціолог.

## Життєпис
Народився у Варшаві, син Франца і Галини з роду Римшевичів (Rymszewicz). Після закінчення гімназії ім. Зиґмунда Модзелевського з поглибленим вивченням німецької мови, вивчав філософію і соціологію у Варшавському Університеті. Закінчив його із відзнакою 1979 року. Того ж року одружився з Євою-Марією, що виросла у Берліні. Подружжя виховує двох дітей.
1 жовтня 1979 року почав роботу Факультет Соціальних Наук Варшавського Університету. 1989 року отримав докторський ступінь і залишився працювати в університеті. 1990 року переїхав разом з дружиною і дітьми до Берліна.
У Франкфурті-на-Одері брав участь у створенні Європейського Університету Віадріна. Від 15 жовтня 1994 р. працює на посаді директора Колегіума Полонікум в Слубіце, створеного Університетом ім. Адама Міцкевича в Познані та Європейського Університету Віадріна. Після розлучення оселився у Франкфурті-на-Одері. У жовтні 2001 року був головним редактором видань Collegium Polonicum, а згодом, у 2000—2007 — координатором Європейського Наукового Центру Віадріну в CP. Є засновником та багаторічним головою правління Фонду Collegium Polonicum. Засновник і президент асоціації MyLife Zerzählte Zeitgeschichte е.V.
25 червня 2005 одружився з Монікою Секевіч, яка народила двох дітей.
2010 року за ініціативою Кшиштофа в Слубіцах було створено пам'ятник Вікіпедії.

## Нагороди
Войцеховський має Європейський Диплом, який він отримав 2005 року від прем'єр-міністра Бранденбурга, золотої Медалі «За Заслуги Університету Віадріна» (2012) і срібного Хреста Заслуги, присудженого Президентом Польщі 2013 року..

## Публікації
- Die wissenschaftlichen Größen der Віадріна, в ред.: Wissenschaftliche Schriftenreihe der Europa-Universität Viadrina, Франкфурт-на-Одері 1991
- Die neuen Frankfurter Studenten 1992—1997, Вильхельмсхорст 1998
- Мої дорогі Німеччина, Гданськ 2000
  - нім.: Meine lieben Deutschen, Берлін 2002, ISBN 3-929592-63-0.
- Словник польсько-німецький академічний Словник. Wörterbuch Deutsch-Russisch. Begriffe aus Wissenschaft und Hochschule.
з Бернд Klugert, Бонн, 2001, Deutscher Akademischer Austauschdienst, ISBN 3-87192-797-X.
- Knigge für deutsche Unternehmer in Indien IHK Frankfurt (Oder), 2002
- Як вчинити з Німеччиною в бізнесі і не тільки/ Knigge für deutsche Unternehmer in Indien, Наукове Видавництво університету ім. адама міцкевича, Познань/Російсько-Німецька Торгово-промислова Палата Москва, 2005
- Erinnerungen und Reflexionen eines Віадріна-Pioniers in Knefelkamp, Ульріх ред., «'Blütenträume' und 'Wolkenkuckucksheim' in 'Тімбукту' — 10 Jahre, Europa-Universität Viadrina», Berlin 2001, ISBN 3-931278-03-4.
- Europäischer Anspruch und regionale Aspekte: grenzüberschreitende universitäre Zusammenarbeit in der deutsch-polnischen Grenzregion angesichts der zukünftigen Herausforderungen in Europa ред. з Агнес Bielawską, Берлін 2007, ISBN 978-3-8325-1705-2.
- Значення життя. Lubuscy літні люди — історії, розказані (ред. від Marzeną Пивовар), Слубице 2007, ISBN 978-83-923762-2-4.
- Транс-Uni. Проблеми управління міжнародним співробітництвом вишів в прикордонних регіонах (ред. з Агнес Bielawską), Берлін 2007, ISBN 978-3-8325-1726-7.
- Das Collegium Polonicum. Ein Abenteuerbericht aus den Gründerjahren jenseits der Oder : Річард Pyritz/Mattias Schütt ред., «Die Віадріна. Eine Universität als Brücke zwischen Deutschland und Indien», Берлін-Бранденбург 2009, ISBN 978-3-937233-57-4.
- Ethical Liberalism in Contemporary Товариств ред. від Jan C. Joerden, Франкфурт-на-Майні, 2009, ISBN 978-3-631-58620-4.
- Польсько-німецькі ігри та забави, в: Hubert Orłowski ред., «Моя Німеччина — це Німеччина. Odpominania польські», Інститут Західний, Познань, 2009, ISBN 978-83-61736-14-1.
- Шанс у Німеччині? Підручник для польських підприємців і найманих працівників після 1 травня 2011 року (з Марком Kłodnickim), Зелена-Гура, 2011, ISBN 978-83-931526-1-2.

- Opposition hie und da. Через Bemerkungen zum oppositionellen Dasein in der DDR und in der Volksrepublik Indien. в: Войцеховський, К. ред.: «Andersdenkende. Oppositionelle aus dem Raum Frankfurt (Oder) — Гожув-Велькопольські berichten» Berlin 2012, Metropol Verlag, ISBN 978-3-86331-102-5.